# Sharon Lokedi
Sharon Lokedi (* 10. März 1994 in Burnt Forest) ist eine kenianische Leichtathletin, die sich auf Langstreckenlauf spezialisiert hat. 2022 siegte sie beim New York City-Maratho sowie 2025 beim Boston-Marathon und konnte damit zwei der bedeutendsten Marathonläufer der Welt für sich entscheiden.

## Sportliche Laufbahn
Sharon Lokedi absolvierte ab 2014 ein Studium an der University of Kansas in den Vereinigten Staaten und wurde 2018 NCAA-Collegemeisterin im 10.000-Meter-Lauf. Nach Abschluss ihres Studiums fokussierte sie sich auf den Straßenlauf und siegte 2022 in 2:23:23 h beim New York City-Marathon. Im Jahr darauf wurde sie beim New-York-City-Marathon in 2:27:33 h Dritte hinter ihrer Landsfrau Hellen Obiri und Letesenbet Gidey aus Äthiopien und 2024 wurde sie beim Boston-Marathon in 2:22:45 h Zweite hinter ihrer Landsfrau Obiri. Im August nahm sie im Marathonlauf an den Olympischen Sommerspielen in Paris teil und klassierte sich dort in 2:23:14 h auf dem vierten Platz. Im Jahr darauf siegte sie Mitte März in 1:07:04 h beim New-York-City-Halbmarathon und im April in 2:17:12 h beim Boston-Marathon, womit sie einen neuen Streckenrekord aufstellte. Im Juni siegte sie in 31:39 min über 10 km in Boston.

## Persönliche Bestzeiten
- 5000 Meter: 15:13,04 min, 1. Februar 2020 in Boston
- 10.000 Meter: 31:11,07 min, 5. Dezember 2020 in San Juan Capistrano
- 10-km-Straßenlauf: 31:04 min, 8. Juni 2024 in New York City
- Halbmarathon: 1:07:04 h, 16. März 2025 in New York
- Marathon: 2:23:14 h, 11. August 2024 in Paris